# موسنینکای
موسنینکای (به لاتین: Musninkai) یک شهرک در لیتوانی است که در شهرستان ویلنیوس واقع شده‌است. موسنینکای ۴۱۵ نفر جمعیت دارد.